# Stenocephalemys albocaudata
Stenocephalemys albocaudata är en däggdjursart som beskrevs av Frick 1914. Stenocephalemys albocaudata ingår i släktet Stenocephalemys och familjen råttdjur. IUCN kategoriserar arten globalt som livskraftig. Inga underarter finns listade i Catalogue of Life.
Arten når en kroppslängd (huvud och bål) av 10,6 till 19,5 cm, en svanslängd av 11,2 till 17,5 cm och en vikt av 83 till 198 g. Bakfötterna är 2,1 till 2,6 cm långa och öronen är 2,4 till 3,2 cm stora. Djuret har mjuk päls. En smal gul linje bildar gränsen mellan den mörk sandfärgade pälsen på ovansidan och undersidans ljusgråa till vita päls. Kännetecknande är den helt vita svansen med endast glest fördelade fina hår samt de vita fötterna. På huvudet förekommer gråa öron och mörka ringar kring ögonen. Antalet spenar hos honor är fem par.
Arten förekommer med två mindre populationer i Etiopiens högland. Gnagaren lever i områden som ligger 3000 till 4370 meter över havet. Habitatet utgörs av myr och buskskogar.
Enligt ett fåtal studier är Stenocephalemys albocaudata aktiv på natten och den går främst på marken. Fortplantningen sker mellan maj och oktober under regntiden. I genomsnitt föder honor 3,6 ungar per kull.